# 비그디스 핀보가도티르
비그디스 핀보가도티르(아이슬란드어: Vigdís Finnbogadóttir, 1930년 4월 15일 ~ )는 아이슬란드의 여성 정치인이다. 1980년 여성으로는 세계에서 처음으로 직접 선거로 대통령에 선출되었고, 1996년까지 재임했다.
레이캬비크에서 태어났다. 프랑스 그르노블 대학교·소르본 대학교에서 프랑스어·프랑스 문학을, 덴마크 코펜하겐 대학교에서 연극학을 전공했다. 아이슬란드 대학교에서 교육학 학위를 받았다. 그 후 레이캬비크 고등학교·아이슬란드 대학교에서 프랑스어를 가르쳤다. 한편 1960년대 ~ 1970년대에 아이슬란드 주둔 미군 반대 운동에 참가하며 사회 운동을 했다. 1970년대에 레이캬비크 시립극장 감독·노르딕 이사회 문화 담당 보좌관으로 일했다.
1980년 대통령 선거에 출마, 33.8%의 득표율로 상대 후보를 근소한 차이로 제치고 당선되었다. 의원 내각제로 의례적인 자리였으나, 그는 세계에서 여성으로는 처음으로 본인의 힘으로 민주적인 직접 선거로 국가 원수인 대통령에 선출되어 큰 주목을 받았다. 1980년 8월 1일 취임했으며, 1984년 선거에서는 무투표 당선되었고, 1988년 선거에서 90% 이상의 높은 득표율로 재선되었다. 1992년 다시 무투표 당선되었고, 1996년 임기 종료와 함께 사임하였다.
| 전임 크리스티아운 엘디아우르든 | 아이슬란드의 대통령 1980년 ~ 1996년 | 후임 올라퓌르 라그나르 그림손 |